# The last great adventurer
The last great adventurer is het elfde studioalbum van het Britse Galahad.

## Inleiding
Na in de jaren negentig neergezet geweest te zijn als dé neoprogband sukkelde de band wat weg. Pas met Empires never last (2007) en Seas of change (2018) pakte de band de stijgende lijn weer op en kwam na vier jaar stilte met The last great adventurer. De titel verwijst naar Robert (Bob) Nicholson, de vader van bandleider Stu Nicholson, waarvan ook enkele foto’s in het boekwerkje werden opgenomen. De muziek is echter van oudere datum, enkele zelfs van voor het album Seas of change; zo komt Another life nøt lived uit 2009. Opnamen vonden door de coronapandemie plaats in diverse geluidsstudio’s te Surrey, Dorset en Hertfordshire; drums werden opgenomen in de Thin Ice Studio van Karl Groom. Die laatste is verantwoordelijk voor het verzamelen van de diverse opnamen, mix en mastering alsmede deels de productie. Ook op dit album zijn zoals gebruikelijk bij Galahad trancefragmenten te horen.
In het dankwoord wordt Clive Nolan genoemd, muziekmaatje van Karl Groom en mede-eigenaar van Thin Ice Studio.

## Musici
- Stu Nicholson – zang
- Dean Baker – toetsinstrumenten, programmeerwerk en achtergrondzang
- Spencer Luckman – drumstel, percussie, triangel
- Lee Abraham – akoestische en elektrische gitaar, achtergrondzang
- Mark Spencer – basgitaar, triangel, achtergrondzang

## Muziek
| Nr. | Titel                                                            | Duur  |
| --- | ---------------------------------------------------------------- | ----- |
| 1.  | Alive (T; Nicholson; M: Nicholson, Baker )                       | 8;20  |
| 2.  | Omega lights (T; Nicholson; M: Nicholson, Baker)                 | 10:05 |
| 3.  | Blood, skin and bone (T; Nicholson; M: Nicholson, Baker, Koburg) | 8:17  |
| 4.  | Enclosure 1764 (T: traditioneel, M: Nicholson, Baker)            | 4:07  |
| 5.  | The last great adventurer (T; Nicholson; M: Galahad)             | 10:46 |
| 6.  | Normality of distance (T; Nicholson; M: Nicholson, Baker)        | 5:50  |
| 7.  | Another life nøt lived (Neil Pepper Nicholson)                   | 7:55  |

De laatste twee tracks worden bonustracks genoemd. Enclosure 1764 is gebaseerd op een kinderliedje (nursery thyme) The Goose and the common. Blood, skin and bone handelt over discriminatie en racisme ("What do you see when you look at me?" gevolgd door "Does anything change when you hear me speak"). Another live nøt lived verwijst naar het overlijden van een kind (("it means nothing at all, when the centre of your world had been taken away so mercilessly").